# Proximity (2020)
Proximity, een Amerikaanse sciencefictionfilm uit 2020, is het regiedebuut van Eric Demeusy, die ook het scenario schreef. De hoofdrollen worden vertolkt door Ryan Masson, Highdee Kuan, Christian Prentice en Shaw Jones.

## Verhaal
Isaac is een jonge ingenieur die tijdens een boswandeling door buitenaardse wezens ontvoerd wordt. Wanneer hij nadien een filmpje van de ontvoering op het internet zet, wordt hij geconfronteerd met hevig scepticisme en spot. Hij komt echter ook in contact met Sara, een leeftijdsgenote die iets gelijkaardigs heeft meegemaakt.
Het duo wordt benaderd door agent Graves van een geheime overheidsdienst. Daar ontdekt men dat Isaac en Sara een buitenaardse tracker in hun arm ingeplant hebben gekregen, maar Isaac en Sara weigeren mee te werken en ontsnappen. Ze beseffen dat ze naar Costa Rica zijn gebracht. Met de hulp van een hacker genaamd Zed sporen ze de oudere Carl op, die in 1979 door dezelfde wezens ontvoerd werd. Ze ontdekken dat de buitenaardse wezens over vijf dagen naar British Columbia zullen komen.
Zed, Sara en Isaac reizen naar British Columbia om Carl te ontmoeten. Carl schakelt de trackers uit en de groep wacht op de komst van de buitenaardse wezens. Die blijken mensen te bestuderen omdat ze geloven dat Jezus Christus belangrijk is voor de schepping van het universum. Wanneer de mannen van Graves opduiken grijpen de buitenaardse wezens in en helpen de groep te ontsnappen in een vliegende schotel.
Zes maanden later leiden Isaac en Sara een normaal leven in Costa Rica. Zed en Carl runnen een nieuw wetenschappelijk programma en agent Graves is in ongenade gevallen.

## Rolverdeling
| Acteur             | Personage          |
| ------------------ | ------------------ |
| Ryan Masson        | Isaac              |
| Highdee Kuan       | Sara               |
| Christian Prentice | Zed                |
| Shaw Jones         | agent Graves       |
| Don Scribner       | Carl               |
| Ben Sullivan       | agent Brax Kerry   |
| Ian Coleman        | agent Rick Collins |
| Max Cutler         | Beck               |
| Kylie Contreary    | Greeta             |
| Sarah Navratil     | Christine          |
| Tyler Derench      | Markus             |
| Jordan Tortorello  | Brett              |
| Christopher Murray | Quaid Ottinger     |

## Release en ontvangst
Proximity werd op 15 mei 2020 via video-on-demand uitgebracht op Amazon Prime, Apple TV en iTunes.
De film kreeg slechte recensies van critici. Op Rotten Tomatoes behaalde de film een score van 39%, gebaseerd op 23 beoordelingen. Metacritic gaf de film een score van 38 op 100, gebaseerd op 5 beoordelingen, wat duidt op "overwegend negatieve recensies".